# آنا اتوسون
آنا اتوسون (انگلیسی: Anna Ottosson؛ زادهٔ ۱۸ may ۱۹۷۶ (۴۸ سال)) ورزشکار اسکی آلپاین اهل سوئد است.